# ۱۷۸۳ (میلادی)
سال ۱۷۸۳ در گاهشماری گرگوری.

## رویدادها
- ۳ سپتامبر - امضای معاهده پاریس
- اولین حاکم روس بر تاتارهای شبه‌جزیره کریمه حاکم شد

## زادگان
- ۲۳ ژانویه – استاندال، نویسنده فرانسوی (د. ۱۸۴۲)
- ۳ آوریل – واشینگتن اروینگ، سیاستمدار، وکیل، و دیپلمات آمریکایی (د. ۱۸۵۹)
- ۳۱ اکتبر – کارل ویلهلم گوتلاب کاستنر، شیمی‌دان آلمانی (د. ۱۸۵۷)